# Hufvudstadsbladet
Hufvudstadsbladet – dziennik ukazujący się w Finlandii w języku szwedzkim. Nazwa oznacza dosłownie „gazetę stołeczną”. Z nakładem 51 tys. egz. jest największym periodykiem w języku szwedzkim okazującym się w Finlandii. 

## Historia
Gazeta została założona w roku 1864 przez Augusta Schaumana, a jej pierwszy numer ukazał się 5 grudnia tego samego roku. W XIX wieku była to gazeta o największym nakładzie w Finlandii. 
W roku 2004 pismo zmieniło format na tabloid. W tym samym roku było na dziesiątym miejscu w Finlandii pod względem nakładu i na pierwszym miejscu wśród publikacji szwedzkojęzycznych.